# Diócesis de Poreč y Pula
La diócesis de Poreč y Pula (en latín: Dioecesis Parentina et Polen(sis), en croata: Porečka i Pulska biskupija y en italiano, Diocesi di Parenzo e Pola) es una circunscripción eclesiástica latina de la Iglesia católica en Croacia, sufragánea de la arquidiócesis de Rijeka. La diócesis es sede vacante desde el 11 de julio de 2020 . 

## Territorio y organización

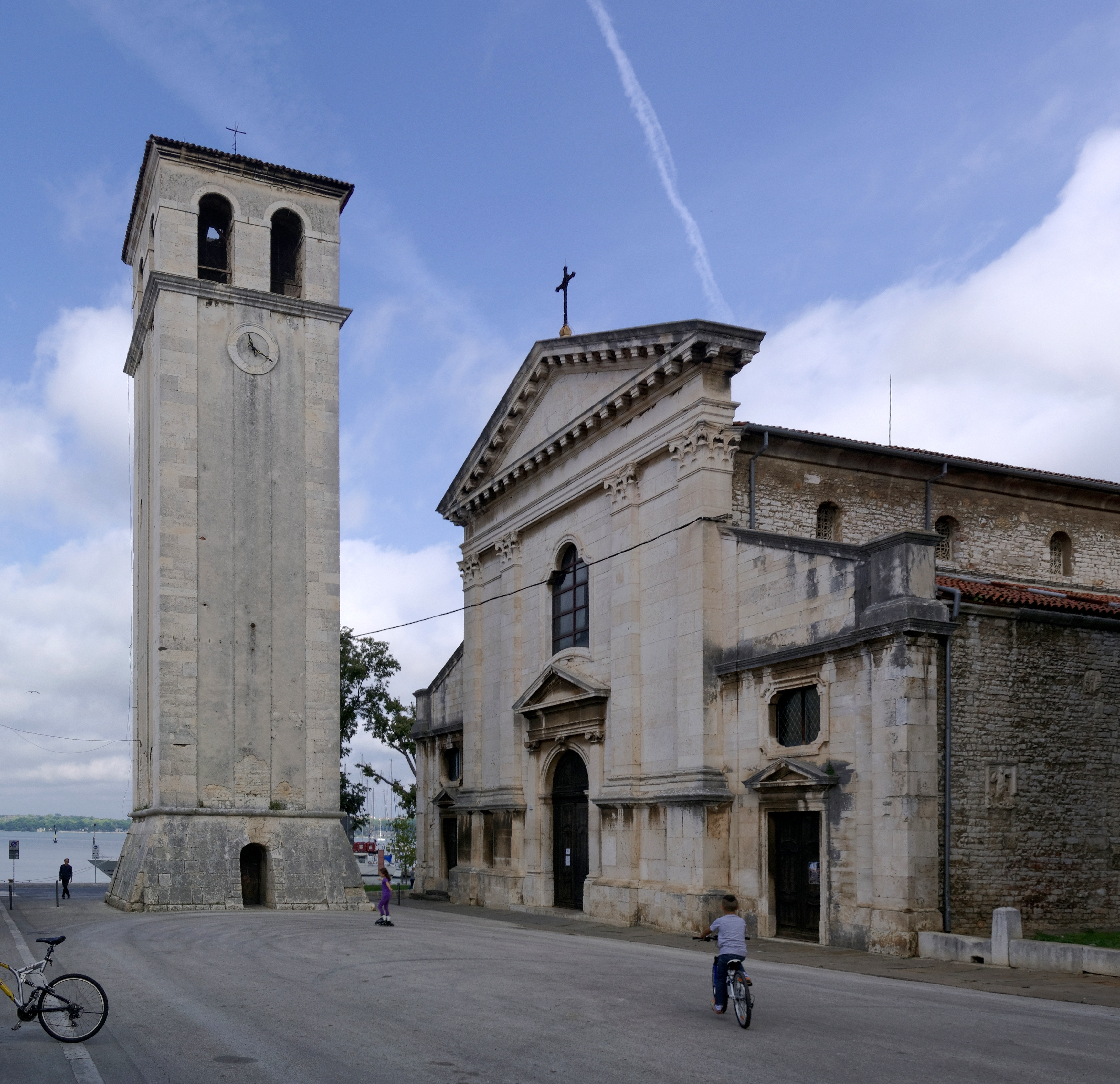
Concatedral de la Asunción de María

La diócesis tiene 2839 km² y extiende su jurisdicción sobre los fieles católicos de rito latino residentes en el condado de Istria.
La sede de la diócesis se encuentra en Poreč, en donde se halla la Catedral de la Asunción de la Virgen María (más conocida como basílica eufrasiana por el obispo Eufrasio (530-560) que ordenó su construcción). En Pula se encuentra la Concatedral de la Asunción de María.
En 2019 en la diócesis existían 86 parroquias agrupadas en 9 decanatos: Buje, Buzet, Poreč, Pazin, Pićan, Rovinj, Labin, Vodnjan y Pula.

## Historia

### Diócesis de Parenzo
La diócesis de Parenzo (nombre en italiano de Poreč) fue erigida alrededor del siglo III y fue durante mucho tiempo sufragánea del patriarcado de Aquilea.
Los obispos de Parenzo asumieron el poder temporal a partir de 933, año en que comenzaron a ser nombrados condes de Orsera. Durante el siglo X algunas donaciones ampliaron las posesiones episcopales a una veintena de feudos. Esta autoridad duró poco tiempo: en 1081 el emperador Enrique IV del Sacro Imperio Romano Germánico convirtió al patriarca de Aquilea en feudatario de todo el obispado.
El 10 de mayo de 1434 la diócesis se unió a la diócesis de Cittanova (Novigrad en croata) con la bula Cunctis orbis del papa Eugenio IV. Sin embargo, la diócesis de Cittanova permaneció sujeta a su obispo hasta su muerte y la unión fue abolida en 1448.
En 1784 la diócesis adquirió las nueve parroquias del territorio de Buzet (Pinguente en italiano), de la diócesis de Trieste.
Con la supresión del patriarcado de Aquilea en 1751, Parenzo se convirtió en sufragánea de la arquidiócesis de Údine. Entre 1788 y 1807 fue sujeta a la arquidiócesis de Liubliana. En 1819 pasó a serlo del patriarcado de Venecia.

### Diócesis de Pula
La diócesis de Pula (Pola en italiano), establecida en el siglo VI, fue originalmente sufragánea de la arquidiócesis de Ravena. Desde principios del siglo VII dependió del patriarcado de Grado, por lo que pasó a formar parte, como Parenzo, de la provincia eclesiástica del patriarcado de Aquilea en 1028.
Los obispos de Pula también tenían el título de condes: en 1028 la diócesis de Pula recibió toda la parte sur de Istria, incluida Rijeka, como feudo del emperador Conrado II. Otras donaciones se produjeron en los siglos siguientes.
El 16 de octubre de 1787 Pula cedió a la diócesis de Senj el archidiaconado de Fiume (nombre italiano de Rijeka). En 1794 perdió Kršan (Chersano en italiano) y Kastav (Castua en italiano) que pasaron a la diócesis de Trieste.
Con la supresión del patriarcado de Aquilea, Pula corrió la misma suerte que Parenzo, convirtiéndose primero en sufragánea de la arquidiócesis de Údine, luego de la arquidiócesis de Liubliana y finalmente del patriarcado de Venecia.

### Diócesis de Poreč y Pula
El 30 de julio de 1828, con la bula Locum beati Petri del papa León XII, se unieron las dos circunscripciones y la nueva diócesis tomó su nombre actual.
El 27 de julio de 1830, como resultado de la bula Insuper eminenti Apostolicae dignitatis del papa Pío VIII, se convirtió en sufragánea de la arquidiócesis de Gorizia.
El 27 de junio de 1969 la diócesis pasó a formar parte de la provincia eclesiástica de Rijeka.
El 17 de octubre de 1977, en virtud de la bula Prioribus saeculi del papa Pablo VI, la diócesis incorporó los territorios de las diócesis de Trieste y Koper que, desde el final de la Segunda Guerra Mundial, estaban en territorio de Yugoslavia en la República Socialista de Croacia, y que al final del conflicto habían sido entregados en administración a los obispos de Poreč y Pula.

## Estadísticas
De acuerdo al Anuario Pontificio 2020 la diócesis tenía a fines de 2019 un total de 56 000 fieles bautizados.
| Año                                                                             | Población            | Población | Población      | Sacerdotes | Sacerdotes    | Sacerdotes    | Bautizados por sacerdote | Diáconos permanentes | Religiosos | Religiosos | Parroquias |
| Año                                                                             | Bautizados católicos | Total     | % de católicos | Total      | Clero secular | Clero regular | Bautizados por sacerdote | Diáconos permanentes | Varones    | Mujeres    | Parroquias |
| ------------------------------------------------------------------------------- | -------------------- | --------- | -------------- | ---------- | ------------- | ------------- | ------------------------ | -------------------- | ---------- | ---------- | ---------- |
| 1950                                                                            | 140 000              | 140 000   | 100.0          | 99         | 78            | 21            | 1414                     |                      | 28         | 162        | 53         |
| 1970                                                                            | 100 718              | 133 570   | 75.4           | 55         | 46            | 9             | 1831                     |                      | 10         | 70         | 63         |
| 1980                                                                            | 146 245              | 172 925   | 84.6           | 105        | 92            | 13            | 1392                     |                      | 15         | 42         | 130        |
| 1990                                                                            | 139 628              | 192 935   | 72.4           | 101        | 88            | 13            | 1382                     |                      | 14         | 34         | 137        |
| 1999                                                                            | 170 530              | 210 613   | 81.0           | 101        | 88            | 13            | 1688                     |                      | 52         | 37         | 134        |
| 2000                                                                            | 173 705              | 213 288   | 81.4           | 100        | 87            | 13            | 1737                     |                      | 52         | 35         | 134        |
| 2001                                                                            | 179 329              | 219 100   | 81.8           | 104        | 91            | 13            | 1724                     |                      | 52         | 36         | 134        |
| 2002                                                                            | 178 518              | 216 834   | 82.3           | 99         | 87            | 12            | 1803                     |                      | 48         | 35         | 134        |
| 2003                                                                            | 161 132              | 206 344   | 78.1           | 108        | 91            | 17            | 1491                     |                      | 52         | 36         | 134        |
| 2004                                                                            | 168 699              | 208 717   | 80.8           | 108        | 91            | 17            | 1562                     |                      | 49         | 34         | 134        |
| 2013                                                                            | 164 480              | 210 114   | 78.3           | 107        | 91            | 16            | 1537                     | 1                    | 51         | 33         | 135        |
| 2016                                                                            | 176 212              | 217 663   | 81.0           | 105        | 90            | 15            | 1678                     | 1                    | 48         | 24         | 134        |
| 2019                                                                            | 181 400              | 222 150   | 81.7           | 106        | 91            | 15            | 1711                     | 1                    | 49         | 24         | 136        |
| Fuente: Catholic-Hierarchy, que a su vez toma los datos del Anuario Pontificio. |                      |           |                |            |               |               |                          |                      |            |            |            |

## Episcopologio

### Obispos de Parenzo
- San Mauro † (siglo III)
- Eufrasio † (circa 530-circa 560)
- Elia †[7]
- Giovanni I † (antes de 571/577[8] - después de 590)
- Raschivo (o Catelino o Ratelino) †[9]
- Angelo (o Agnello) † (mencionado en 610)
- Aureliano † (mencionado en 680)[10]
- Staurazio † (mencionado en 804)
- Lorenzo †
- Giuliano †
- Domenico †
- Antonio I †
- Pasino (o Passivo) †
- Flendemano †
- Eripeto (o Eriperto) †
- Andrea I †[11]
- Adamo † (antes de marzo de 956-después de junio de 983)
- Andrea II † (antes de octubre de 991-después de marzo de 1010)
- Sigimbaldo † (antes de noviembre de 1015-después de agosto de 1017)
- Engelmaro † (antes de agosto de 1028-después de septiembre de 1040)
- Arno (o Arpo) † (mencionado en 1045)
- Orso † (mencionado en 1050?)
- Adelmaro † (mencionado en 1060)
- Cadolo † (mencionado en 1075?)
- Pagano I † (mencionado en 1082?)
- Bertoldo † (mencionado en 1114)
- Ferongo † (mencionado en 1120?)
- Rodemondo † (mencionado en 1131?)
- Vincenzo † (mencionado en 1146?)[12]
- Uberto † (antes de diciembre de 1158-circa 1174)
- Pietro I † (1174-después de octubre de 1194)
- Giovanni II † (?-circa 1200)
- Fulcherio † (antes de octubre de 1200-después de mayo de 1216)[13]
- Adalberto † (1219-después de 1240)
- Pagano II † (1243-después de 1247)
- Giovanni III † (diciembre de 1249-después de julio de 1252)
- Ottone † (antes de abril de 1256-después de julio de 1280)
- Bonifacio † (antes del 14 de diciembre de 1282-después del 16 de agosto de 1305 falleció)
- Giuliano Natale, O.S.B. † (antes del 8 de junio de 1306-antes de agosto de 1309)
- Graziadio, O.Carm. † (antes de noviembre de 1310-después de 9 de mayo de 1327[14] falleció)
- Giovanni Gottoli de Sordello, O.P. † (20 de junio de 1328-1367[15] deceduto)
- Gilberto Zorzi, O.P. † (2 de julio de 1367-4 de marzo de 1388 nombrado obispo de Eraclea)
- Giovanni Lombardo, O.Carm. † (junio de 1388-21 de marzo de 1415 falleció)
- Fantino Valaresso † (28 de abril de 1415-5 de diciembre de 1425 nombrado arzobispo de Creta)
- Daniele Scoti † (7 de enero de 1426-7 de enero de 1433 nombrado obispo de Concordia)
- Angelo Cavazza † (7 de enero de 1433-11 de abril de 1440 nombrado obispo de Traù)
- Giovanni VI † (11 de abril de 1440-6 de enero de 1457 falleció)
- Placido Pavanello, O.S.B.Vall. † (24 de enero de 1457-5 de noviembre de 1464 nombrado obispo de Torcello)
- Francesco Morosini † (14 de noviembre de 1464-3 de octubre de 1471 falleció)
- Bartolomeo Barbarigo † (11 de octubre de 1471-después del 3 de junio de 1475 falleció)
- Silvestro Quirini † (31 de enero de 1476-circa de octubre de 1476 falleció)
- Niccolò Franco † (23 de octubre de 1476-21 de febrero de 1485 nombrado obispo de Treviso)
- Tommaso Catanei (o Colleoni), O.P. † (4 de marzo de 1485-12 de diciembre de 1485 nombrado obispo de Cervia)
- Giovanni Antonio Pavaro † (14 de marzo de 1487-20 de febrero de 1500 falleció)
- Alvise Tasso † (24 de febrero de 1500-16 de enero de 1516 nombrado obispo de Recanati)
- Girolamo Campeggi † (17 de marzo de 1516-1533 renunció)
  - Lorenzo Campeggi † (6 de junio de 1533-28 de mayo de 1537 renunció) † (administrador apostólico)
- Giovanni Campeggi † (28 de mayo de 1537-6 de mayo de 1553 nombrado obispo de Bolonia)
- Pietro Gritti † (17 de mayo de 1553-9 de febrero de 1573 falleció)
- Cesare Nores † (9 de febrero de 1573-12 de diciembre de 1597 falleció)
- Giovanni Lippomano † (8 de julio de 1598-después del 9 de junio de 1608 renunció)
- Leonardo Tritonio † (9 de febrero de 1609-15 de junio de 1631 falleció)
- Ruggero Tritonio † (1 de febrero de 1632-25 de julio de 1644 falleció)
- Giovan Battista Del Giudice † (1644-24 de enero de 1666 falleció)
- Niccolò Petronio Caldana † (16 de marzo de 1667-1670 falleció)
- Alessandro Adelasio, C.R.L. † (1 de julio de 1671-agosto de 1711 falleció)
- Antonio Vaira † (2 de marzo de 1712-12 de julio de 1717 nombrado obispo de Adria)
- Pietro Grassi † (14 de marzo de 1718-16 de marzo de 1731 falleció)
- Vincenzo Maria Mazzoleni, O.P. † (21 de mayo de 1731-16 de diciembre de 1741 falleció)
- Gaspare Negri † (22 de enero de 1742-enero de 1778 falleció)
- Francesco Polesini † (1 de junio de 1778-9 de enero de 1819 falleció)
  - Sede vacante (1819-1827)

### Obispos de Pula
- Antonio † (antes de la mitad del siglo VI)[16]
- Isacio †[17]
- Adriano † (antes de 571/577-después de 589 circa)[18]
- Pietro I † (596-613)
- Cipriano † (613-649)
- Potenzio (Potentino) † (649-680)
- Ciriaco † (680-688)
- Pietro II † (688-698)
- Pietro III † (723-725)
- Teodoro † (804)
- Emiliano † (804-806)
- Fortunato † (806-810 renunció[19])
- Giovanni I † (813-857)
- Andegisio † (857-862)
- Gerboldo I † (862-870)
- Guarnerio I † (870-898)
- Bertoldo † (898-907)
- Giovanni II † (907-933)
- Gaspaldo † (961-966)
- Gerboldo II † (967-997)
- Bertaldo † (997-1015)
- Giovanni III † (1031-1060)
- Megingoldo † (1060-1075)
- Adamante † (1075-1106)
- Eberardo † (1106-1118)
- Ellenardo † (1118-1130)
- Pietro IV † (1130-1149)
- Anfredo † (1149-1150)
- Guarnerio II † (1152-1154)
- Rodolfo I † (1154-1166)
- Filippo † (1166-1180)
- Pietro V † (1180-1194)
- Prodan † (1194-1196)
- Giovanni IV † (1196-1199)
- Ubaldo † (1199-1204)
- Federico † (1204-1210)
- Pulcherio † (1210-1218)
- Giovanni V † (1218-1220)
- Roberto † (1220)
- Enrico † (1220-1237)
- Guglielmo † (1238-1266)
- Giulio I † (1266-1282)
- Giovanni VI † (1282)
- Matteo I Castropolis † (1285-1302)
- Oddone della Sala, O.P. † (7 de febrero de 1302-19 de marzo de 1308 nombrado arzobispo de Oristán)
- Ugo, O.P. † (19 de marzo de 1308-1325)
- Antonio II, O.F.M. † (1325-19 de octubre de 1328 falleció)
- Guido I, O.S.B.Cam. † (5 de diciembre de 1328-5 de abril de 1331 nombrado obispo de Concordia)
- Sergio † (15 de abril de 1331-1342 falleció)
- Bonagrazia dall'Aquila, O.F.M. † (31 de mayo de 1342-1348 falleció)
- Leonardo de Cagnoli † (5 de noviembre de 1348-18 de enero de 1353 nombrado obispo de Chioggia)
- Benedetto † (18 de enero de 1353-1360 falleció)
- Niccolò de Finolis Foscarini † (17 de abril de 1360-1382)
- Guido Memo † (1383-29 de noviembre de 1409 nombrado obispo de Verona)
- Bartolomeo † (29 de noviembre de 1409-1410)
- Biagio Molin † (19 de febrero de 1410-4 de marzo de 1420 nombrado arzobispo de Zadar)
- Tommaso Tommasini Paruta, O.P. † (4 de marzo de 1420-24 de septiembre de 1423 nombrado obispo de Urbino)
- Francesco I Franceschi † (24 de septiembre de 1423-1426 falleció)
- Domenico de Luschi † (10 de abril de 1426-1451 falleció)
- Mosè Buffarelli † (7 de mayo de 1451-5 de enero de 1465 nombrado obispo de Belluno)
- Giovanni Dremano † (9 de enero de 1465-1475 falleció)
- Michele Orsini † (8 de marzo de 1475-1497 falleció)
- Altobello Averoldi † (13 de noviembre de 1497-1 de noviembre de 1531 falleció)
- Giovanni Battista Vergerio † (15 de enero de 1532-1548 falleció)
- Antonio Elio † (17 de agosto de 1548-1566 renunció)
- Matteo Barbabianca † (28 de abril de 1567-1582 falleció)
- Klaudios Sozomenos † (7 de febrero de 1583-1605 renunció)
- Kornelios Sozomenos † (31 de agosto de 1605-1618 falleció)
- Uberto Testa † (26 de marzo de 1618-agosto de 1623 falleció)
- Innocenzo Serpa, C.R.L. † (12 de febrero de 1624-1624 falleció) (obispo electo)
- Rodolfo Rodolfi Sforza † (3 de marzo de 1625-1626 falleció)
- Giulio Saraceno † (1 de marzo de 1627-agosto de 1640 falleció)
- Marino Badoer † (1 de julio de 1641-1648 falleció)
- Alvise Marcello, C.R.S. † (15 de diciembre de 1653-16 de julio de 1661 falleció)
- Gaspare Cattaneo † (31 de julio de 1662-noviembre de 1662 falleció)
- Ambrosio Fracassini, O.P. † (12 de marzo de 1663-22 de septiembre de 1663 falleció)
- Bernardino Corniani † (11 de febrero de 1664-enero o de febrero de 1689 falleció)
- Eleonoro Pagello † (7 de noviembre de 1689-mayo de 1695 falleció)
- Giuseppe Maria Bottari, O.F.M.Conv. † (4 de julio de 1695-septiembre de 1729 falleció)
- Lelio Valentino Contessini-Ettorio † (28 de noviembre de 1729-marzo de 1732 falleció)
- Giovanni Andrea Balbi † (21 de julio de 1732-octubre 1771 falleció)
- Francesco Polesini † (22 de junio de 1772-1 de junio de 1778 nombrado obispo de Parenzo)
- Ivan Dominik Juras † (20 de julio de 1778-19 de septiembre de 1802 falleció)
  - Sede vacante (1802-1827)

### Obispos de Poreč y Pula
- Antonio Peteani † (9 de abril de 1827-27 de junio de 1857 falleció)
- Juraj Dobrila † (21 de diciembre de 1857-5 de julio de 1875 nombrado obispo de Trieste y Capodistria)
  - Sede vacante (1875-1878)
- Giovanni Nepomuceno Glavina † (13 de septiembre de 1878-3 de julio de 1882 nombrado obispo de Trieste y Capodistria)
- Luigi Mattia Zorn † (25 de septiembre de 1882-9 de agosto de 1883 nombrado arzobispo de Gorizia y Gradisca)
- Giovanni Battista Flapp † (13 de noviembre de 1884-27 de diciembre de 1912 falleció)
- Trifone Pederzolli † (19 de junio de 1913-22 de abril de 1941 falleció)
- Raffaele Mario Radossi, O.F.M.Conv. † (27 de noviembre de 1941-7 de julio de 1948 nombrado arzobispo de Spoleto)
  - Sede vacante (1948-1960)
- Dragutin Nežić † (15 de junio de 1960-27 de enero de 1984 retirado)
- Antun Bogetić † (27 de enero de 1984-18 de noviembre de 1997 retirado)
- Ivan Milovan (18 de noviembre de 1997-14 de junio de 2012 renunció)
- Dražen Kutleša (14 de junio de 2012 por sucesión-11 de julio de 2020 nombrado arzobispo coadjutor de Split-Makarska)
  - Dražen Kutleša, desde el 3 de septiembre de 2020 (administrador apostólico)[20]

### Para el episcopologio de Parenzo
- (en latín) Pius Bonifacius Gams, Series episcoporum Ecclesiae Catholicae, Graz, 1957, pp. 799–800
- (en latín) Konrad Eubel, Hierarchia Catholica Medii Aevi, vol. 1, p. 390; vol. 2, pp. XXXIV, 212; vol. 3, p. 270; vol. 4, p. 274; vol. 5, p. 307; vol. 6, p. 328
- (en italiano) Francesco Babudri, I vescovi di Parenzo e la loro cronologia, en Atti e memorie della società istriana di archeologia e storia patria, XXV (1909), pp. 170-284
- (en italiano) Francesco Lanzoni, Le diocesi d'Italia dalle origini al principio del secolo VII (an. 604), vol. II, Faenza, 1927, pp. 850-854

### Para el episcopologio de Pula
- (en latín) Pius Bonifacius Gams, Series episcoporum Ecclesiae Catholicae, Graz, 1957, pp. 802-803
- (en latín) Konrad Eubel, Hierarchia Catholica Medii Aevi, vol. 1, p. 404; vol. 2, pp. XXXV, 217; vol. 3, p. 276; vol. 4, p. 283; vol. 5, p. 318; vol. 6, p. 342
- (en italiano) Francesco Lanzoni, Le diocesi d'Italia dalle origini al principio del secolo VII (an. 604), vol. II, Faenza, 1927, pp. 846-849